# Hauptgesichtsfeld
Ein Hauptgesichtsfeld (HPF, high-power field) ist der durch ein Mikroskop sichtbare Ausschnitt eines Präparats bei insgesamt 400facher Vergrößerung. Je nach Konstruktion des Okulars hat er eine Fläche von 0,1 bis 0,4 mm². Bei der quantitativen Verwendung sollten die Größe des Hauptgesichtsfeldes angegeben oder die Ergebnisse auf mm² umgerechnet werden, siehe dazu die Sehfeldzahl des Okulars.
Anwendung findet dieser Begriff z. B. in der Befundung histologischer Schnitte, z. B. 10 Mitosen auf 50 Hauptgesichtsfelder. Hierzu wird ein Hauptgesichtsfeld eingestellt, alle Mitosen gezählt und das Präparat systematisch verschoben bis 50 HPF ausgezählt sind. Die Anzahl der Mitosen liefert dann einen Hinweis auf die Bösartigkeit mancher Krebsarten. Bei dieser Anwendung ist die eigentlich interessierende Größe die Anzahldichte im Volumen der Probe, sodass es auch auf die Schichtdicke der Präparate ankommt.